# Braunsia
Braunsia  is een geslacht van vliesvleugelige insecten (Hymenoptera) uit de familie van de schildwespen (Braconidae). De wetenschappelijke naam van de soort werd voor het eerst geldig gepubliceerd door Joseph Kriechbaumer in 1894. Kriechbaumer beschreef tevens twee soorten: Braunsia ruficeps uit Ghana en Braunsia bicolor uit Kameroen en "Eloby" (mogelijk Elobey, een eilandje voor de kust van Equatoriaal-Guinea).
Hij noemde het geslacht naar dokter Brauns, die deze en andere schildwespen had verzameld in West-Afrika.

## Soorten
Deze lijst van 71 stuks is mogelijk niet compleet.
- B. analis Kriechbaumer, 1894
- B. angulosa Bhat & Gupta, 1977
- B. antefurcalis Watanabe, 1937
- B. antennalis Szepligeti, 1905
- B. apicalis (Smith, 1858)
- B. bicarinata (Cameron, 1911)
- B. bicolor (Brulle, 1846)
- B. bicolorata van Achterberg & Long, 2010
- B. bilunata Enderlein, 1904
- B. bipunctata Enderlein, 1906
- B. burmensis Bhat & Gupta, 1977
- B. cariosa Enderlein, 1904
- B. comosa Enderlein, 1920
- B. congoensis Enderlein, 1904
- B. devriesi van Achterberg & Long, 2010
- B. diversipennis Turner, 1918
- B. ecarinata Roman, 1913
- B. enderleini Szepligeti, 1908
- B. erlangeri Enderlein, 1904
- B. excelsa Brues, 1924
- B. fasciata Enderlein, 1904
- B. fenestrata Kriechbaumer, 1894
- B. flavofasciata (Motschoulsky, 1863)
- B. formosana (Watanabe, 1934)
- B. fulvicollis Cameron, 1912
- B. fumipennis (Cameron, 1899)
- B. fuscipennis Enderlein, 1904
- B. greeni (Cameron, 1905)
- B. japonica (Watanabe, 1934)
- B. kriechbaumeri Enderlein, 1904
- B. kriegeri Enderlein, 1904
- B. latisocreata Bhat & Gupta, 1977
- B. lieftincki (van Achterberg, 1988)
- B. longicoxa Bhat & Gupta, 1977
- B. luzonica Bhat & Gupta, 1977
- B. maculifera van Achterberg & Long, 2010
- B. margaroniae Nixon, 1950
- B. matsumurai Watanabe, 1937
- B. melanura Enderlein, 1904
- B. metanastriae Brues, 1926
- B. mimetica Brues, 1924
- B. mindanaensis (Watanabe, 1934)
- B. munda (Szepligeti, 1902)

- B. nigrapiculata van Achterberg & Long, 2010
- B. nigriceps Cameron, 1912
- B. occidentalis Enderlein, 1904
- B. ochracea Enderlein, 1904
- B. orientalis Szepligeti, 1914
- B. pappi Chen & Yang, 2006
- B. partita Brues, 1926
- B. pilosa Belokobylskij, 1986
- B. pleuralis Brues, 1926
- B. postfurcalis Watanabe, 1937
- B. pumatica van Achterberg & Long, 2010
- B. reicherti Enderlein, 1904
- B. ruficeps Kriechbaumer, 1894
- B. similis Szepligeti, 1905
- B. sjostedti Szepligeti, 1908
- B. smithii (Dalla Torre, 1898)
- B. stellifera Szepligeti, 1915
- B. striata (Smith, 1862)
- B. subsulcata Enderlein, 1904
- B. sucarandana Enderlein, 1906
- B. sumatrana Enderlein, 1906
- B. sumbana Enderlein, 1906
- B. temporalis Roman, 1913
- B. terminalis (Brulle, 1846)
- B. tricolor (Gerstaecker, 1858)
- B. tridorsigera Roman, 1913
- B. tuberculata (Cameron, 1899)
- B. wallacei Turner, 1918